# Prinselijk paleis van Monaco

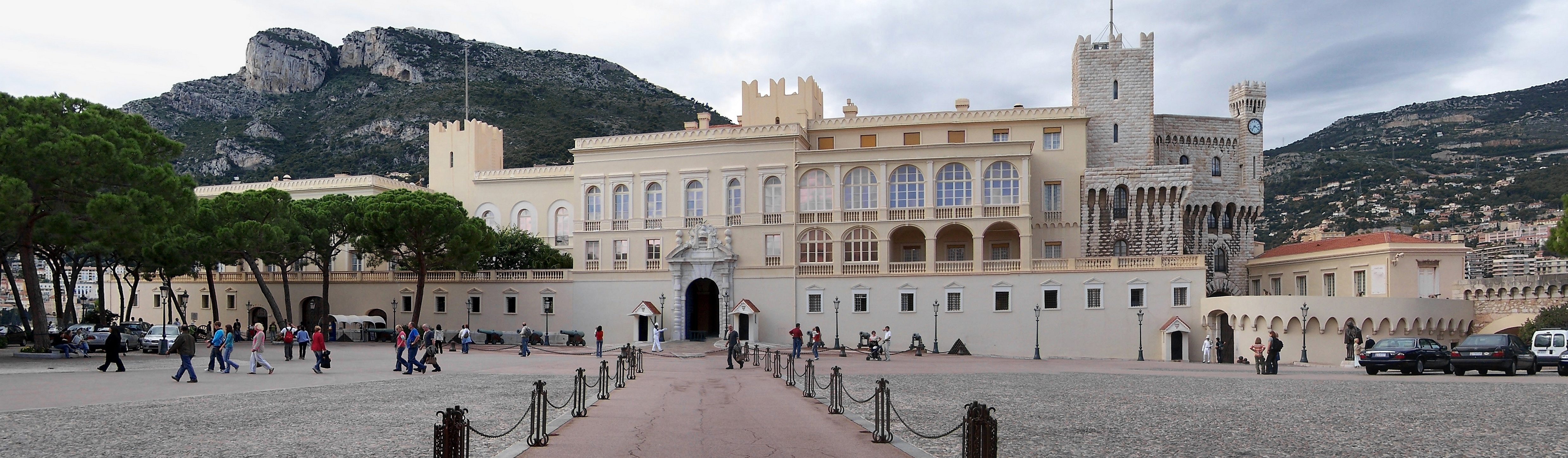
Prinselijk paleis van Monaco

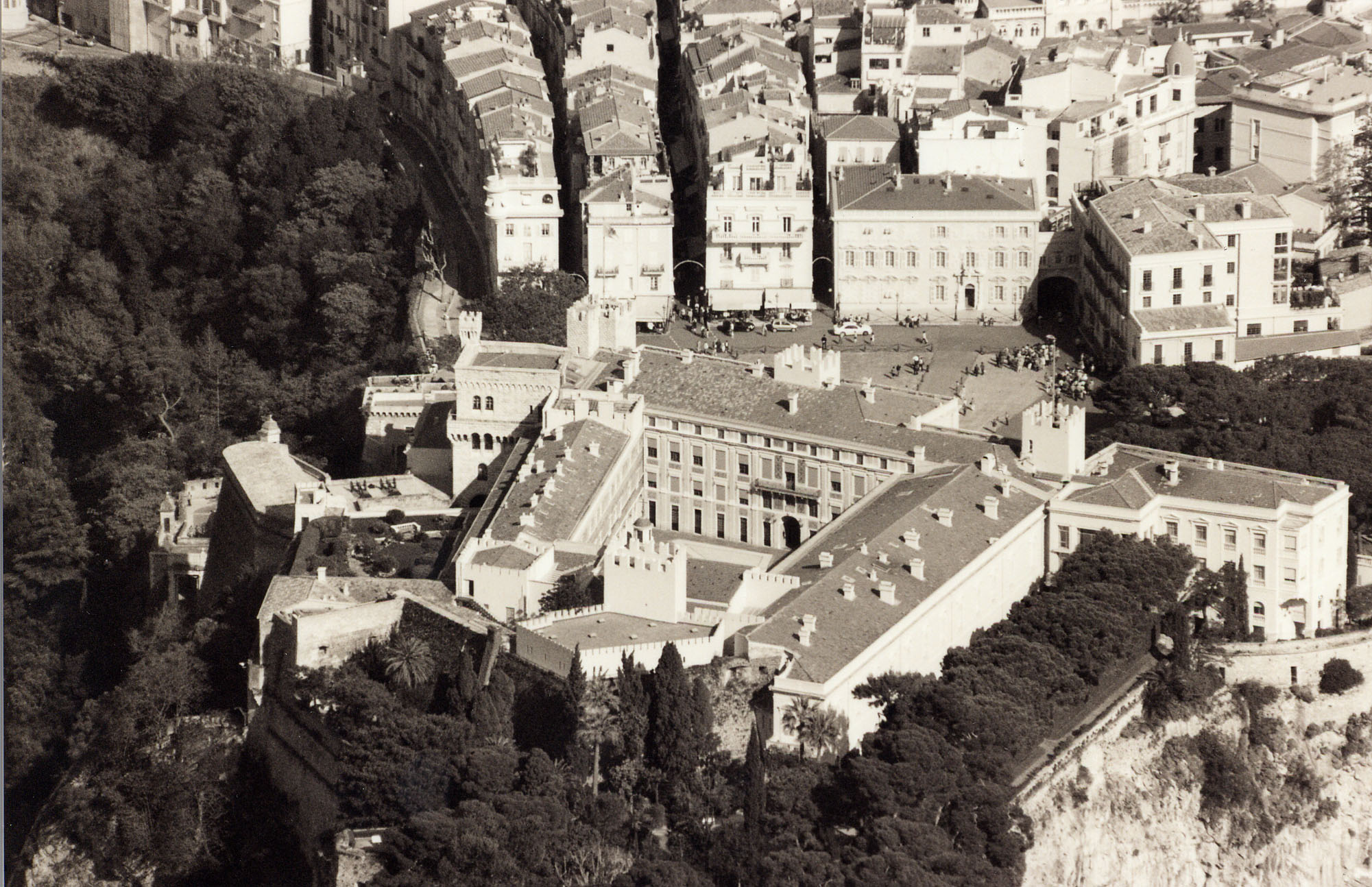
Het paleis vanuit de lucht

Het prinselijk paleis van Monaco (Frans: Palais Princier) is al sinds 1297 de persoonlijke residentie van het staatshoofd van Monaco en zijn familie. Het staat in de wijk Monaco-Ville en bevindt zich 60 meter boven zeeniveau.

## Geschiedenis
In 1191 werd op deze plaats een Genuees fort gebouwd, maar hier is niets meer van over.
Het huidige gebouw is in de loop van de eeuwen vele malen verbouwd. Hierdoor is het een mengeling van verschillende stijlen. Zo kent het gebouw invloeden uit de barok en het classicisme. Toch is nog steeds te zien dat het ooit een fort was.

## Toerisme
Het paleis is toegankelijk voor toeristen. Zo zijn o.a. de troonzaal en de kapel te bezichtigen.
In de zuidelijke vleugel is een museum gevestigd. Hier worden een sok en een zakdoek van Napoleon bewaard. Ook is er een aantal uniformen en zwaarden te zien uit dezelfde periode.

## Wisseling van de wacht
Elke dag wordt rond het middaguur de wacht gewisseld. Dit duurt slechts een paar minuten. Bij speciale gelegenheden wordt ook een parade van paleiswacht, politie en brandweer gehouden.

## Restauratie
Bij de restauratie van het paleis werd in 2015 onder vele verflagen een aantal fresco's en plafondschilderingen gevonden, die 500 jaar oud zijn en worden gerekend tot de Italiaanse Renaissance. Ze worden toegeschreven aan Genuese kunstenaars. Tot de voorstellingen behoren De twaalf werken van Herakles, de omzwervingen van Odysseus en de ontvoering van Europa door Zeus.